# Ligeti Ridge
Koordinaten: 62° 0′ S, 28° 0′ W
Ligeti Ridge ist ein unterseeischer Gebirgskamm im Südlichen Ozean. Er verläuft östlich des Archipels der Südlichen Orkneyinseln.
Die Benennung dieser Tiefseeformation wurde im Juni 1987 durch das US-amerikanische Advisory Committee on Undersea Features (ACUF) bestätigt.